# Gulf Times
Die Gulf Times ist neben der Qatar Tribune und The Peninsula eine der drei englischsprachigen Tageszeitungen in Katar. Die Zeitung wurde am 1. Juni 1978 von der Gulf Publishing & Printing Company in Doha gegründet. Zwei Monate später genehmigte das Informationsministerium den Antrag auf eine Zeitung und löste die Lizenz ein. Die Redaktion begann mit zwölf Mitarbeitern. Die erste Ausgabe der Zeitung wurde am 10. Dezember 1978 veröffentlicht und erschien damals noch als Wochenzeitung. Seit dem 21. Februar 1981 erscheint die Zeitung täglich. Während der 1980er-Jahre waren bereits rund 300 Mitarbeiter beim Unternehmen beschäftigt.
1995 wurde die Gulf Times von einer Tabloid- zum Broadsheet-Format umgewandelt und der Umfang des Inhalts wurde deutlich erhöht.